# Wales Island, British Columbia
Wales Island är en ö i Kanada.   Den ligger i Regional District of Kitimat-Stikine och provinsen British Columbia, i den sydvästra delen av landet, 3 900 km väster om huvudstaden Ottawa. Arean är 97 kvadratkilometer.
Terrängen på Wales Island är lite kuperad. Öns högsta punkt är 634 meter över havet. Den sträcker sig 13,9 kilometer i nord-sydlig riktning, och 13,5 kilometer i öst-västlig riktning.
I omgivningarna runt Wales Island växer i huvudsak barrskog.